# 응용생태학
응용생태학(Applied ecology)은 생태학의 과학을 실제(일반적으로 관리) 문제에 적용하는 것을 고려하는 생태학 내의 하위 분야이다. 또한 기본 생태학의 개념, 이론, 모델 또는 방법을 환경 문제에 적용하는 데 중점을 둔 과학 분야로 설명된다.

## 개념
응용 생태학은 자연 자원 보존 및 관리의 생태학적, 사회적, 생명공학 측면을 통합적으로 다루는 학문이다. 응용 생태학은 일반적으로 식생 및 야생 동물(사냥감 및 비사냥감 모두) 관리를 위한 토대로서 지형, 토양 및 식물 군집에 초점을 맞춘다.
응용생태학은 인간의 활동과 관련된 모든 학문을 포함하여 농림어업뿐만 아니라 지구적 변화까지 아우른다. 두 가지 연구 범주가 있다. 첫 번째는 특히 생태계 서비스 및 착취 가능한 자원을 위해 환경의 사용 및 관리를 다루는 산출물 또는 해당 분야를 포함한다. 두 번째는 관리 전략 또는 생태계 또는 생물 다양성에 대한 인간의 영향과 관련된 투입물 또는 투입물이다.
이 분야는 자연 생태계의 효과적인 관리가 생태학적 지식에 달려 있다는 근거에서 종종 생태적 관리와 연결된다. 이것은 종종 환경의 특정 부분의 문제를 해결하기 위해 생태학적 접근 방식을 사용하며 그럴듯한 옵션(예: 최상의 관리 옵션)의 비교를 포함할 수 있다.
전 세계 식량 생산의 변동이 소비자의 가격과 가용성에 영향을 미치면서 농업 생산에서 응용 과학의 역할에 더 큰 초점이 맞춰졌다.

## 응용
- 생물 다양성 보전
- 생명공학기술
- 보전생물학
- 환경공학
- 환경기술
- 서식지 관리
- 침입종 관리
- 보호 지역 관리

## 같이 보기
- 자연 환경
- 천연 자원
- 자연